# Riols
Riols is een gemeente in het Franse departement Hérault (regio Occitanie) en telt 688 inwoners (2005). De plaats maakt deel uit van het arrondissement Béziers.

## Geografie
De oppervlakte van Riols bedraagt 54,6 km², de bevolkingsdichtheid is 12,6 inwoners per km².
De onderstaande kaart toont de ligging van Riols met de belangrijkste infrastructuur en aangrenzende gemeenten.

## Demografie
Onderstaande figuur toont het verloop van het inwonertal (bron: INSEE-tellingen).